# Otto Fredrikson
Otto Fredrikson (Valkeakoski, 1981. november 30. –) finn labdarúgó, a norvég Kongsvinger kapusa.